# Sol Invictus (album)
Sol Invictus – siódmy album studyjny amerykańskiego zespołu muzycznego Faith No More. Wydawnictwo ukazało się 19 maja 2015 roku nakładem wytwórni muzycznych Reclamation! Recordings i Ipecac Recordings. Nagrania dotarły do 15. miejsca listy Billboard 200 w Stanach Zjednoczonych, sprzedając się w nakładzie 31 tys. egzemplarzy w przeciągu tygodnia od dnia premiery.

## Lista utworów
Opracowano na podstawie materiału źródłowego.
| Nr  | Tytuł utworu         | Autorzy               | Długość |
| --- | -------------------- | --------------------- | ------- |
| 1.  | „Sol Invictus”       | Gould, Patton         | 2:37    |
| 2.  | „Superhero”          | Bordin, Gould, Patton | 5:15    |
| 3.  | „Sunny Side Up”      | Gould, Patton         | 2:59    |
| 4.  | „Separation Anxiety” | Bordin, Gould, Patton | 3:44    |
| 5.  | „Cone of Shame”      | Gould, Patton         | 4:40    |
| 6.  | „Rise of the Fall”   | Gould, Patton         | 4:09    |
| 7.  | „Black Friday”       | Bordin, Gould, Patton | 3:19    |
| 8.  | „Motherfucker”       | Bottum, Patton        | 3:33    |
| 9.  | „Matador”            | Gould, Patton         | 6:09    |
| 10. | „From the Dead”      | Gould, Patton         | 3:06    |
|     |                      |                       | 39:31   |

## Twórcy
Źródło.
| - Billy Gould – produkcja muzyczna, inżynieria dźwięku, miksowanie, gitara basowa - Mike Patton – realizacja nagrań, wokal prowadzący - Mike Bordin – perkusja, instrumenty perkusyjne - Roddy Bottum – instrumenty klawiszowe, wokal wspierający - Jon Hudson – gitara |  | - Matt Wallace – miksowanie - Maor Appelbaum – mastering - Martin Kvamme – design - Dustin Rabin, Ossian Brown – zdjęcia - Tim Moss – management |